# Katholieke Universiteit Leuven Campus Sint-Lucas Brussel
De Campus Sint-Lucas Brussel is een universiteitscampus van de Katholieke Universiteit Leuven in Schaarbeek, Brussel. De campus is gelegen op nummer 65 in de Paleizenstraat, schuin tegenover de campus Sint-Lukas Brussel van de LUCA School of Arts. Campus Sint-Lucas Brussel vormt de Brusselse thuisbasis van de Faculteit Architectuur van de KU Leuven. In het academiejaar 2015 - 2016 studeerden er 506 studenten.

## Geschiedenis
In navolging van de oprichting van de Sint-Lucasschool in 1866 in Gent werd in 1882 een gelijknamige school opgericht in Brussel-Schaarbeek.

### WENK (1995)
In 1995 fuseerde het Sint-Lucas-Instituut in Brussel-Schaarbeek met VLEKHO en Sint-Lucas Gent tot de Hogeschool voor Wetenschap en Kunst (WENK). Nabije buur, Sint-Lukas, waarmee Sint-Lucas vaak mee werd verward, bleef langer onafhankelijk. In 2001 koos de W&K-hogeschool voor een associatie met de KU Leuven, net zoals de Economische Hogeschool Sint-Aloysius en uiteindelijk ook de Hogeschool Sint-Lukas Brussel. Dit legde de basis voor een verdere integratie onder de vlag van de KU Leuven.

### Integratie in KU Leuven (2013)
Vanaf academiejaar 2011-2012 fuseerde de Hogeschool voor Wetenschap & Kunst met de Hogeschool Sint-Lukas Brussel dat als nieuw departement in de Hogeschool voor Wetenschap & Kunst werd geïntegreerd. Op 15 september 2012 wijzigde de naam van Hogeschool voor Wetenschap & Kunst naar LUCA School of Arts. Zoals voorzien werden de academische architectuuropleidingen van 'Sint-Lucas' sinds het academiejaar 2013-2014 als 'Faculteit Architectuur' geïntegreerd binnen de KU Leuven, waardoor ook de campus 'Sint-Lucas Brussel' (Paleizenstraat 65) werd overgenomen door de KU Leuven.

## Campus
De opleidingen vinden plaats in het vroegere gebouw van Meurop, een meubelfabrikant. Het gebouw, aan de Paleizenstraat nummer 65 in Schaarbeek, werd gerenoveerd door de architecten Coussée en Goris.